# Aulacoserica mulunguensis
Aulacoserica mulunguensis är en skalbaggsart som beskrevs av Louis Burgeon 1943. Aulacoserica mulunguensis ingår i släktet Aulacoserica och familjen Melolonthidae. Inga underarter finns listade.